# Cascades Inglis
Les cascades Inglis són una de les tres cascades que envolten la ciutat d'Owen Sound, Ontario (Canadà). És la més coneguda i la més visitada. Situades en el cor de l'Àrea de Conservació de les cascades Inglis (Inglis Falls Conservation Area), de 200 hectàrees, les cascades tenen una altura total de 18 metres, creades pel riu Sydenham que es troba a la vora del escarpament del Niàgara.
L'aigua de les cascades es sol desviar parcialment per a generar energia hidroelèctrica, per a fer funcionar un molí fariner, i per subministrar l'aigua potable a Owen Sound.